# Villefargeau
Villefargeau es una localidad y comuna francesa situada en la región de Borgoña, departamento de Yonne, en el distrito de Auxerre y cantón de Auxerre-Sud-Ouest.

## Demografía
| 272 | 359 | 383 | 435 | 424 | 407 | 434 | 449 | 454 | 452 | 465 | 448 | 480 | 462 | 430 | 419 | 392 | 375 | 355 | 342 | 319 | 309 | 270 | 311 | 308 | 347 | 341 | 344 | 534 | 772 | 825 | 908 | 852 |
| Para los censos de 1962 a 1999 la población legal corresponde a la población sin duplicidades (Fuente: INSEE [Consultar]) |     |     |     |     |     |     |     |     |     |     |     |     |     |     |     |     |     |     |     |     |     |     |     |     |     |     |     |     |     |     |     |     |